# Thérapie d'acceptation et d'engagement
Pour les articles homonymes, voir ACT.
La thérapie d'acceptation et d'engagement (en anglais, acceptance and commitment therapy ou ACT) est une forme de psychothérapie qui prend son origine dans les thérapies cognitivo-comportementales et correspond à la troisième vague de celles-ci. Cette psychothérapie fut élaborée par Steven C. Hayes et fut testée par Robert Zettle en 1985, mais elle fut réellement développée et finalisée fin des années 1980. Il existe une grande variété de protocoles qui dépendent de la cible thérapeutique.
L'objectif de cette thérapie n'est pas la suppression des sensations de difficulté, mais plutôt d'apprendre à faire face à ce que la vie nous amène et d'évoluer vers des comportements recherchés. Cette thérapie demande aux patients de s'ouvrir aux émotions déplaisantes et à apprendre à ne pas sur-réagir à celles-ci, ainsi qu'à ne pas chercher à éviter les situations qui les font surgir. Pour y parvenir, cette thérapie fait la promotion de la flexibilité psychologique qu'elle définit selon 6 processus : la défusion, l'acceptation, la pleine conscience, le soi observateur, les valeurs et les actions engagées.

## Hypothèses théoriques
La thérapie d'acceptation et d'engagement adopte une approche inspirée par le pragmatisme de William James et le contextualisme de Stephen Pepper. La vérité est élucidée à l’aune de sa mise à l'épreuve expérimentale et l'acte dans son contexte est appréhendé comme la base de l'analyse. La pertinence de cette dernière se vérifie donc par son efficience ou la réalisation d'un objectif. Les comportements sont analysés selon leurs fonctions en rapport d'une situation donnée et non selon leur structure ou le contenu des pensées. Par exemple, des troubles divers comme la consommation excessive d'alcool ou des difficultés de concentration peuvent répondre au même plan fonctionnel, celui d'éviter les stimuli anxiogènes.

## Processus centraux
Selon la thérapie d'acceptation et d'engagement, l'évitement expérientiel est la source principale de la pathologie. Les efforts destinés à lutter contre des émotions, des pensées, des sensations ou des souvenirs douloureux, quelles que soient les formes qu'ils prennent, s'avèrent le plus souvent inefficaces. Sans être nécessairement et systématiquement inutile, ce mécanisme psychologique n'apparaît pas tant comme une conséquence de troubles psychiques qu'un terreau favorable aux maladies psychiatriques comme la dépression. Il s'agit d'une stratégie de régulation émotionnelle contre-productive en ce qu'elle limite les capacités d'adaptation, entretient la vulnérabilité et affecte négativement la résilience face aux aléas négatifs de la vie. Le rôle du thérapeute est alors d'aider le patient à analyser les ressorts de ses mécanismes de défense et de l'orienter vers ses propres valeurs en guise d'alternative à sa lutte intérieure.
Les processus au cœur de cette thérapie sont l'acceptation, la défusion cognitive, le moment présent, l’observation de soi, les valeurs et l’engagement . Par opposition avec la lutte intérieure, l’acceptation correspond à une relation accueillante à l’égard de son vécu, sans succomber à la résignation. Il s'agit d'apprendre la compassion à l'égard de soi et des autres et à consentir au ressenti des expériences y compris négatives.
La défusion cognitive consiste à se déprendre de la tendance à prendre ses pensées littéralement et à mettre de la distance entre ses idées et ses sens. La fusion cognitive laisse penser que l'expérience sensorielle et sa rationalisation sont identiques. Elle est un piège du langage par lequel le sujet oublie de distinguer la différence entre les mots et les choses. Elle est naturelle à l'être humain mais s'avère problématique pour prendre du recul par rapport à son vécu. L'opération de défusion vise moins le contenu de l’expérience que le contexte et le rapport du sujet à ses pensées et à ses jugements.
Le travail sur les valeurs est destiné à aider le patient à déterminer ce qui compte réellement pour lui en dehors du flux inconstant de ses émotions et de ses pensées. Elles sont un point de repère qui orientent le travail thérapeutique et expose la vulnérabilité du patient, puisque ce dernier révèle ses attachements et la contradiction entre ses actes et ses aspirations. Il est en conséquence conduit à accepter et à prendre du recul face à cette fragilité tout en effectuant des clarifications et des choix à l'égard des actions qu'il valorise.
La thérapie d'acceptation et d'engagement invite à modifier la perspective sur soi en ne la confondant pas avec son histoire personnelle. Elle encourage à se regarder au travers de divers contextes afin de ne pas enfermer son image et à se construire de manière dynamique. Le soi n'est ainsi pas conçu comme un état mais un comportement né de l'apprentissage verbal.
Objectif central, l'activation comportementale consiste à inciter à l'action et à l'engagement. La détermination des activités s'effectue en lien avec les valeurs définies lors de la thérapie. L'attention accordée à la réalisation d'objectifs et au moment présent renforce la vitalité dans la mesure où elle s'accorde au soi-observateur. Dans cette perspective, agir est considéré comme un moyen de mettre en phase des renforçateurs là où l'inaction favorise au contraire une spirale dépressive. Le thérapeute doit encourager le patient à lever les obstacles intérieurs par des stratégies de défusion et d'acceptation ; les obstacles extérieurs par la résolution de problèmes.

## Validité scientifique
L'ACT a été étudiée et validée sur de nombreuses pathologies, dont :
- le trouble de l'anxiété sociale[11] ;

- la dépression[12] ;

- la réduction du stress et l'amélioration du bien-être sur les patients atteints de cancer[13] ;

- l’arrêt du tabac[14] ;

- la prévention de la ré-hospitalisation de patients psychotiques[15].

Une revue de 20 méta-analyses comprenant 133 études a démontré encore récemment l'efficacité de la thérapie ACT.